# Screaming Bloody Murder
Screaming Bloody Murder е петият студиен албум на канадската рок група Sum 41, издаден на 25 март 2011 г., след множество закъснения. Това е вторият албум на групата, продуциран от вокалиста Дерик Уибли. Въпреки че новият водещ китарист Том Такър вече е част от групата и е съавтор на заглавната песен на албума, всички китари все още са записани на певеца Дерик Уибли. Албумът е лирически и музикално по-тъмен, отколкото повечето от предишната им работа, с изключение на Chuck. Към края на октомври 2012 г. е продаден в 97 000 копия в САЩ. Това е последният албум, който е издаден с първоначалния барабанист Стив Джокз.

## Песни
1. Reason To Believe 3:28
2. Screaming Bloody Murder 3:24
3. Skumfuk 3:24
4. Time For You To Go 3:01
5. Jessica Kill 2:50
6. What Am I To Say 4:12
7. Holy Image Of Lies 3:47
8. Sick Of Everyone 3:05
9. Happiness Machine 4:48
10. Crash 3:19
11. Blood In My Eyes 4:16
12. Baby You Don't Wanna Know 3:34
13. Back Where I Belong 3:41
14. Exit Song 1:42
15. Reason To Believe (Acoustic) 2:38
16. We're The Same 4:10